# Günther Loewit
Günther Loewit (* 30. September 1958 in Innsbruck) ist ein österreichischer Schriftsteller und Arzt.

## Leben und Wirken
2004 erschien im Innsbrucker Skarabæus Verlag das Erstlingswerk Kosinsky und die Unsterblichkeit über die jüdische Familie Kosinsky im Österreich des 20. Jahrhunderts, ein Roman, der sich nicht auf die Schilderung der Gräuel der Zeit des Nationalsozialismus beschränkt, sondern sein Hauptaugenmerk auf die Narben legt, die die Erfahrung von Verfolgung, Gewalt und Hass auch noch in der zweiten und dritten Generation nach dem Nationalsozialismus hinterlässt.
Seit der Veröffentlichung von Kosinsky und die Unsterblichkeit entstanden zwei weitere Romane – Krippler (2006) sowie Mürrig (2008).
Günther Loewit lebt als Schriftsteller und Stadtarzt in Marchegg, Niederösterreich.

## Publikationen

### Romane
- Kosinsky und die Unsterblichkeit. Roman. Skarabæus, Innsbruck 2004, ISBN 3-7082-3155-4.
- Krippler. Roman. Skarabæus, Innsbruck 2006, ISBN 3-7082-3203-8.
- Mürrig. Roman. Skarabæus, Innsbruck 2008, ISBN 978-3-7082-3245-4.

### Sachbücher
- Der ohnmächtige Arzt. Hinter den Kulissen des Gesundheitssystems. Haymon, Innsbruck 2010, ISBN 978-3-85218-824-9.
- Wie viel Medizin überlebt der Mensch? Haymon, Innsbruck 2012, ISBN 978-3-85218-917-8.
- Sterben. Zwischen Würde und Geschäft. Haymon, Innsbruck 2014, ISBN 978-3-85218-971-0.